# No Light, No Light
«No Light, No Light» es una canción de la banda inglesa de indie rock Florence and the Machine, incluida en su segundo álbum de estudio, Ceremonials (2011). Las compositoras del tema fueron Florence Welch e Isabella Summers, mientras que la producción fue realizada por Paul Epworth. Island Records la publicó como el segundo sencillo del álbum el 16 de enero de 2012. «No Light, No Light» recibió buenas reseñas por parte de los críticos, quienes alabaron la voz de Welch y la utilización de percusión, además alcanzó la posición cincuenta en las listas de sencillos del Reino Unido e Irlanda.
El vídeo musical de la canción, dirigido por el dúo islandés Arni & Kinski, fue estrenado el 18 de noviembre de 2011. Este incluye referencias al vudú y escenas donde Welch está cantando en un rascacielos, siendo más tarde perseguida por un contorsionista. Tras su estreno, el vídeo fue bien recibido por los críticos, que elogiaron su dramatismo y sus referencias a la religión y el vudú. Sin embargo, luego de su debut en Internet, algunas publicaciones catalogaron el vídeo como racista por el uso de pintura negra corporal del hombre que realiza vudú.
«No Light, No Light» fue interpretada en directo en varias ocasiones, incluyendo los programas de televisión Later... with Jools Holland, Saturday Night Live, The Jonathan Ross Show y en los BRIT Awards de 2012 en el O2 Arena de Londres.

## Antecedentes y lanzamiento
Florence Welch e Isabella Summers escribieron «No Light, No Light», mientras que su producción estuvo a cargo de Paul Epworth. La banda la grabó en 2011 en los estudios Abbey Road. Según Welch, «No Light, No Light» fue el primero de los temas escritos para el álbum. Durante una entrevista para MTV News la vocalista confirmó su lanzamiento como sencillo. Welch reveló además, que la intro fue compuesta mientras la banda estaba en el autobús de gira en Ámsterdam. En una entrevista para Los Angeles Times, Welch la describió «uno de los mejores temas del álbum».
Island Records la editó como el segundo sencillo del disco el 16 de enero de 2012, junto a dos remezclas realizadas por Dave Sitek y Breakage. Un vinilo de edición limitada de doce pulgadas fue publicado con el sencillo.

## Composición
Según una partitura publicada en el sitio web Musicnotes por Universal Music Publishing Group, «No Light, No Light» fue escrita en la tonalidad de la menor con 132 pulsaciones por minuto. El registro vocal de Welch se extiende desde la nota G♯3 hasta la E♯5. Según Kyle Anderson de Entertainment Weekly dijo que «Welch lucha contra serpientes en su cama». En el estribillo, la vocalista canta las estrofas:«You can't choose what stays and what fades away/ And I'd do anything to make you stay/ No light, no light/ Tell me what you want me to say —en español: “Tú no puedes elegir quedarte y desvanecer/ Y haría cualquier cosa para hacer que te quedaras/ No hay luz, no hay luz/ Dime qué quieres que te diga”—» sobre sonidos de percusión tribales y secciones de arpa que van aumentando de manera progresiva. La letra expresa la frustración por la fragilidad de una relación en la que se intenta mantener la calma. Ryan Dombal del sitio Pitchfork Media comentó que es una de las canciones donde Welch «deja de lado su habitual frivolidad y sus letras góticas sobre fantasmas, cementerios y ángeles, para hablar sobre algo más personal». En el puente Welch canta la estrofa: «¿Me dejarías si te dijera lo que he hecho? Porque es tan fácil cantárselo a una multitud / pero es tan difícil mi amor / decírtelo en voz alta». Alix Buscovic de BBC Online comparó este párrafo con la canción «Cosmic Love» incluida en su álbum debut Lungs. Sam Wolfson de The Guardian señaló que la canción habla sobre la presentadora de televisión Tess Daly. Glenn Gamboa de Newsday comparó «No Light, No Light» con las canciones de Kate Bush.

## Comentarios de la crítica
Ryan Dombal de Pitchfork Media elogió la canción, diciendo que su letra «suena a auto-crítica». Rob Harvilla de Spin comentó que trata sobre «una discusión entre amantes desesperados». La redactora de Clash Laura Foster la calificó como «estimulante» y «típicamente Florence» y la incluyó entre las seis mejores de Ceremonials. Randall Roberts de Los Angeles Times la describió como «himno» y que según él, era «tan abrumadora como “Dog Days Are Over”». En su crítica de Ceremonials, Jillian Mapes de Billboard escribió: «“Haré cualquier cosa para que te quedes / dime qué quieres que te diga”; dice Welch sobre una base de tambores tribales».
En su crítica del álbum, Lewis Corner del sitio Digital Spy dijo que «la canción se las ingenia para sonar inquietamente épica». Más tarde, en una reseña del sencillo, Corner le concedió cinco estrellas comentando «No light, no light/ Tell me what you want me to say —en español: “No hay luz, no hay luz/ Dime qué quieres que te diga”— es lo que Welch suplica a su novio con su inconfundible voz teñida de toques folk». Mesfin Fekadu de The Boston Globe calificó la voz de la cantante como «autoritaria», por otro lado, Luren Murphy de The Irish Times criticó el tema de manera positiva, diciendo que «esta incluye unas enormes voces y coros que es lo que se puede esperar de Florence and the Machine». Priya Elan de NME señaló que el sencillo suena a la «canción tradicional de Florence», comparándola con «Rabbit Heart (Raise It Up)» (2009) y las canciones de Björk.
La revista Time la ubicó en la primera posición de su «Top 10 de canciones del 2011». Además, comentó que: «En otro contexto, “No Light, No Light” podría ser el sonido de un evento religioso. La voz de Florence Welch nunca había sonado mejor que este tema. Sus fervientes e incluso entusiastas lamentos sobre el amor perdido, suenan como solicitudes de salvación realizadas por un creyente titubeante con los brazos levantados hacia el cielo. Heaven help me, I need to make it right —en español: “Cielo ayúdame, tengo que hacer lo correcto”— grita Welch, pero sin recibir respuesta alguna. Repleta de harpas y tambores tribales, “No Light, No Light” es como una plegaria por la salvación».

## Vídeo musical
El vídeo musical para la canción se estrenó en la cuenta de Vevo de Florence and the Machine el 18 de noviembre de 2011. Lo dirigió el dúo islandés Arni & Kinski, conocido por su trabajo con Sigur Rós. Tres días antes, un adelanto del vídeo fue publicado en el mismo canal. Durante una entrevista para MTV News, Welch reveló algunas de las historias que inspiraron su la realización: «Cuando [los directores] me mostraron el vídeo, quedé encantada con la escena de las vidrieras... y la de mi caída; hacerla en un rascacielos de Nueva York fue verdaderamente importante para mí... pues mi abuela falleció en esta ciudad de esta manera. Cuando estábamos grabando me dije a mí misma: “esto es una locura”».
El videoclip comienza con Welch tumbada junto a un cráneo de cristal. Las siguientes escenas muestran a un contorsionista, enmascarado y sin camiseta, en cuclillas sobre una silla; poco después el personaje empieza a bailar y se quita la máscara. A continuación, se muestra una iglesia, donde un coro de niños empieza a interpretar la canción. Welch aparece en la cima de un rascacielos moviéndose como el muñeco de vudú del contorsionista. Este clava una aguja al muñeco, provocando que la vocalista caiga del edificio. Welch cae en la iglesia, rompiendo una vidriera y siendo rescatada por el coro. Durante la caída se intercalan escenas de Welch corriendo por la ciudad perseguida por el contorsionista.
Marc Hogan de Spin comentó que el clip «cruza la línea entre el éxtasis espiritual y una energía temeraria». Jillian Mapes de Billboard escribió que la cinta «explora el terreno entre la fe cristiana y el vudú». Mapes además elogió su dramatismo, pero añadió que «a veces resulta completamente absurdo». La revista Rolling Stone comentó que: «Concuerda con la intensidad dramática de la canción. Además contrasta iconografía cristiana con imágenes de un sacerdote de vudú. El clímax llega con Florence Welch cayendo desde lo alto de un rascacielos». Nick Neyland de Prefix Magazine escribió: «“No Light, No Light” ha sido publicada junto a un opulento videoclip repleto de imágenes religiosas, Florence en lo alto de un edificio de Manhattan y un extraño personaje enmascarado. ¿Qué significa todo esto? No tengo ni idea, pero puede que alguien con vértigo tenga que mirar para otro lado cuando Florence se tira de la azotea del edificio». El colaborador de The Irish Times Eoin Butlerof elogió la aparición del coro infantil, comparándolo como una versión católica de la película Bugsy Malone (1976).
Tras su estreno varias publicaciones y usuarios de sitios webs catalogaron el clip como racista por el uso de maquillaje facial negro en el sacerdote vudú del principio. Durante una entrevista para MTV News, cuando James Montgomery preguntó a Welch si era miembro de los illuminati (debido a varias acusaciones al respecto en Internet); la vocalista dijo: «Es ridículo. ¿De verdad la gente piensa eso? Definitivamente no es verdad, no soy miembro».

## Presentaciones en directo
La banda interpretó la canción en directo por primera vez en el programa Later... with Jools Holland, el 1 de noviembre de 2011. Matthew Perpetua de la revista Rolling Stone elogió la actuación, diciendo que: «Florence Welch está acompañada por su banda y una sección de cuerda, sin embargo, es su increíble voz el centro de su actuación». El 20 de noviembre, Florence and the Machine la tocó en Saturday Night Live. El 14 de enero de 2012, fue interpretada en The Jonathan Ross Show.
En la entrega de los BRIT Awards de 2012 en el estadio O2 de Londres, la banda, con Welch luciendo un vestido dorado, interpretó la canción con el acompañamiento de veinte bailarinas. Florence and the Machine añadió la canción al repertorio de la segunda gira mundial Ceremonials Tour, y fue interpretada para cerrar los conciertos junto a «Never Let Me Go».

## Formatos
| Sencillo digital (Reino Unido) |                                                                    |          |  |
| N.º                            | Título                                                             | Duración |  |
| 1.                             | «No Light, No Light»                                               | 4:34     |  |
| 2.                             | «No Light, No Light (Breakage's One Moment Less For Mortimer Mix)» | 4:13     |  |
| 3.                             | «No Light, No Light (DAS Remix)»                                   | 4:38     |  |

| Sencillo digital (Estados Unidos) |                                                                    |          |  |
| N.º                               | Título                                                             | Duración |  |
| 1.                                | «No Light, No Light (Breakage's One Moment Less For Mortimer Mix)» | 4:13     |  |
| 2.                                | «No Light, No Light (DAS Remix)»                                   | 4:38     |  |

| Sencillo en vinilo de 12 pulgadas (edición limitada) |                                  |          |  |
| N.º                                                  | Título                           | Duración |  |
| 1.                                                   | «No Light, No Light»             | 4:34     |  |
| 2.                                                   | «No Light, No Light (DAS Remix)» | 4:38     |  |

## Posicionamiento en las listas
En la lista británica de sencillos, la canción debutó en el puesto sesenta y siete el 28 de enero de 2012. Posteriormente, la semana del 25 de marzo del mismo año alcanzó la posición cincuenta por la venta de 6900 copias. En esa semana, la banda interpretó el tema en la entrega de los Brit Awards. El 6 de febrero, ingresó en el número cuarenta de la lista húngara Mahasz; tres semanas más tarde llegó a la posición treinta y seis. En la lista de Irlanda la canción solo estuvo una semana, ubicándose en el puesto cincuenta el 1 de marzo de 2012. En Australia, la canción solo alcanzó el puesto noventa y cinco.
| Lista                              | Posición máxima | Ref.   |
| ---------------------------------- | --------------- | ------ |
| Australia (ARIA)                   | 95              | [ 53 ] |
| Bélgica (Ultratip Flanders)        | 10              | [ 54 ] |
| Hungría (Rádiós Top 40)            | 36              | [ 51 ] |
| Irlanda (Irish Single Charts)      | 50              | [ 52 ] |
| Reino Unido (UK Singles)           | 50              | [ 49 ] |
| Estados Unidos (Alternative Songs) | 20              | [ 55 ] |
| Estados Unidos (Rock Songs)        | 29              | [ 55 ] |

## Créditos
| - Florence Welch - voz principal - Isabella Summers - programación, piano, secciones de cuerda y coros - Robert Ackroyd - guitarra - Mark Saunders - bajo y percusión - Christopher Lloyd Hayden - batería - Tom Monger - arpa - Sally Herbert - violín y secciones de cuerda - Oli Langford - violín - Rick Koster - violín - Gillon Cameron - violín - Warren Zielinski - violín - Richard George - violín - Ian Burdge - violonchelo - Max Baillie - viola - Ben Roulston - coros | - Paul Epworth - producción - Mark Rankin - ingeniero - Mark ‘Spike’ Stent - mezcla - Matty Green - asistente de mezcla - Ted Jensen - masterización |

Fuente: Libreto del álbum Ceremonials.